# إقليم شمال أونغوجا
إقليم شمال أونغوجا، إقليم زنجبار الشمالي أو إقليم شمال زنجبار (بالسواحلية: Mkoa wa Unguja Kaskazini) هو واحد من 31 إقليم إداري في تنزانيا. تبلغ مساحة الإقليم 407 كـم2 (157 ميل2). يُقارن الإقليم من حيث الحجم بمساحة الأرض المشتركة لدولة أندورا. يقع الإقليم الإداري بالكامل في جزيرة زنجبار . يحد إقليم شمال أونغوجا من ثلاث جهات من الشمال المحيط الهندي، ومن الجنوب الشرقي إقليم جنوب أونغوجا ومن الجنوب الغربي إقليم غرب زنجبار. العاصمة الإقليمية هي مدينة مكوكوتوني. وفقًا لتعداد عام 2012 ، بلغ عدد سكان الإقليم 187455 نسمة  ينقسم شمال زنجبار إلى ولايتين ، كسكازيني أ وكسكازيني ب.

## التقسيمات الإدارية

### الولايات

خريطة

ينقسم إقليم شمال أونغوجا إلى ولايتين، يدير كل منهما مجلس:
| مقاطعات إقليم أونجوجا الشمالية | مقاطعات إقليم أونجوجا الشمالية | مقاطعات إقليم أونجوجا الشمالية |
| يصرف                           | السكان (2012)                  |                                |
| ------------------------------ | ------------------------------ | ------------------------------ |
| ولاية كسكازيني أ               | 105780                         |                                |
| ولاية كسكازيني ب               | 81،675                         |                                |
| المجموع                        | 187455                         |                                |

### الدوائر الانتخابية
اعتبارًا من 2010 كان لإقليم شمال زنجبار ثماني دوائر انتخابية
:
| كسكازيني أ مؤسسات الدولة |  | كسكازيني ب مؤسسات الدولة |
| ------------------------ |  | ------------------------ |
| دائرة شاني               |  | دائرة بومبويني           |
| دائرة ماتيموي            |  | دائرة دونغي              |
| دائرة مكواجوني           |  | دائرة كيتوبي             |
| دائرة نونجوي             |  |                          |
| دائرة تومباتو            |  |                          |